# Buclizine
La buclizine est un antihistaminique dérivé de la pipérazine. Elle a des propriétés antihistaminiques, par antagonisme des récepteurs histaminique H1, anticholinergiques, par antagonisme des récepteurs muscariniques de l’acétylcholine, et adrénolytiques. Elle occasionne un effet sédatif marqué. Elle a été commercialisée en France sous le nom "Aphilan" pour le traitement des manifestations allergiques (rhinite, conjonctivite, urticaire). Elle a été aussi utilisée comme antiémétique et comme antivertigineux (hors AMM). Elle n'est plus commercialisée depuis 2008 (en France).
La buclizine est considérée être un antiémétique similaire à la  méclozine.

## Stéréochimie
La buclizine est chirale. En effet, elle possède un atome de carbone asymétrique, celui du pont méthylène enrre les deux cycles aromatiques et directement lié à l'atome d'azote de la partie pipérazine. La buclizine se présente donc comme une paire d'énantiomères : 
- (4R)-1-[(4-tert-butylphényl)méthyl]-4-[(4-chlorophényl)(phényl)méthyl]pipérazine
- (4S)-1-[(4-tert-butylphényl)méthyl]-4-[(4-chlorophényl)(phényl)méthyl]pipérazine